# 篦子硬蜱
篦子硬蜱（学名：Ixodes ricinus）为硬蜱科硬蜱屬下的一个种。